# Nina Meurisse

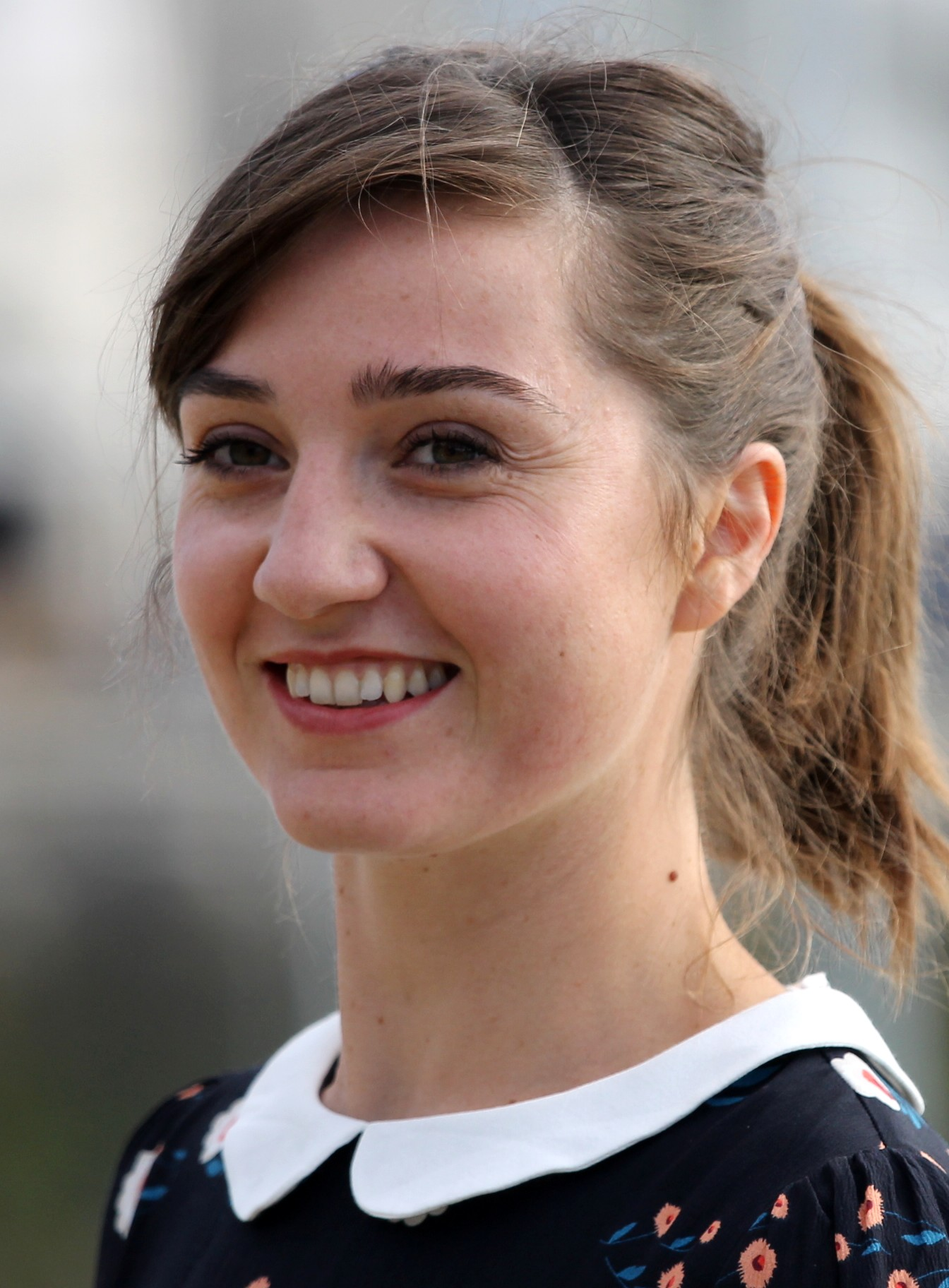
Nina Meurisse (2016)

Nina Meurisse (* 14. November 1988 in Caen) ist eine französische Filmschauspielerin.

## Leben
Meurisse setzte sich im Alter von 11 Jahren bei einem Casting zu Patricia Mazuys Spielfilm Die Schule der verlorenen Mädchen gegen ihre Mitbewerber durch und wurde in der Rolle der Lucie de Fontenelle an der Seite von Isabelle Huppert besetzt. Meurisse wollte jedoch zunächst nicht Schauspielerin werden, sondern lernte am Conservatoire à rayonnement régional de Caen Gesang, Harfe und Klavier, bevor sie sich dem klassischen und modernen Tanz zuwandte. Nachdem sie ihr Baccalauréat abgelegt hatte, studierte sie Drama am Conservatoire des 14. Arrondissements in Paris und besuchte Theaterkurse.
Nach mehreren Kurzfilmen und einer Rolle im Fernsehfilm Die Sprinterin war Meurisse erstmals 2009 in Frédéric Mermouds Komplizen wieder in einem Kinofilm zu sehen. Unter der Regie von Mermoud hatte sie zuvor bereits in den preisgekrönten Kurzfilmen L’escalier (2002) und Rachel (2006) gespielt. In den Folgejahren war Meurisse in zahlreichen Kurz- und Langfilmen zu sehen, wobei sie häufig Nebenrollen übernahm. Boris Lojkine besetzte sie schließlich im Spielfilm Camille in der Hauptrolle: Der Film schildert die letzten acht Monate im Leben der Journalistin Camille Lepage, die 2014 während des Bürgerkriegs in Zentralafrika erschossen wurde. Für ihre Darstellung gewann Meurisse 2020 den Prix Lumières als Beste Nachwuchsdarstellerin. Sie wurde zudem für einen César als Beste Nachwuchsdarstellerin nominiert.
Meurisse führte 2002 beim Kurzfilm Petit traité de marketing Regie, der beim Festival de Houlgate den Prix de l’Humour gewann. Seit 2007 spielt sie zudem gelegentlich am Theater.

## Filmografie (Auswahl)
- 2000: Die Schule der verlorenen Mädchen (Saint-Cyr)
- 2003: Die Sprinterin (Des épaules solides, TV)
- 2009: Komplizen (Complices)
- 2010: Nylons und Zigaretten (Cigarettes et bas nylon, TV)
- 2011: Léa
- 2011: La brindille
- 2012: Mains armées
- 2012: Avanti
- 2012: Crawl
- 2013: Unter dem Regenbogen (Au bout du conte)
- 2013: Juliette
- 2013: Treibsand (Lulu femme nue)
- 2014: Africaine
- 2014: Vincent n’a pas d’écailles
- 2015: Nordkurve (Virage Nord, TV-Mehrteiler)
- 2015: Je suis un soldat
- 2015: Die fast perfekte Welt der Pauline (Les chaises musicales)
- 2016: Der Effekt des Wassers (L’effet aquatique)
- 2016: Ein Leben (Une vie)
- 2018: French Kisses
- 2018: Champagner & Macarons – Ein unvergessliches Gartenfest (Place publique)
- 2019: French Touch: Mixed Feelings
- 2019: Camille
- 2020: Un gros poisson (Kurzfilm)
- 2021: Petite Maman – Als wir Kinder waren (Petite Maman)
- 2023: Black Hearts (TV-Serie, 6 Episoden)
- 2023: BRI (TV-Serie, 6 Episoden)
- 2023: Le ravissement
- 2023: Der Duft des Goldes (Cash)
- 2023: Les algues vertes
- 2023: Everything is Fine (Tout va bien, TV-Serie, 7 Episoden)
- 2024: L’histoire de Souleymane
- 2024: La fièvre (TV-Serie, 6 Episoden)

## Auszeichnungen (Auswahl)
- 2020: Prix Lumières, Beste Nachwuchsdarstellerin, für Camille
- 2020: César-Nominierung, Beste Nachwuchsdarstellerin, für Camille